# Heterothyone
Genre
Synonymes
- Ludwigia Reiffen, 1901[2]

Heterothyone est un genre d'holothuries (concombres de mer) de l'ordre des Dendrochirotida.

## Liste des genres
Selon World Register of Marine Species (2 avril 2021) :
- Heterothyone alba (Hutton, 1872)
- Heterothyone ocnoides (Dendy, 1896)